# Nicolas Rainville
Pour les articles homonymes, voir Rainville.
Nicolas Rainville est un arbitre français de football né le 18 mars 1982 à Nîmes.

## Biographie
Nicolas Rainville commence sa carrière d'arbitre professionnel le 27 juillet 2007 en Ligue 2 lors d'une rencontre entre le Dijon FCO et l'AC Ajaccio.
Il est arbitre de Ligue 1 depuis la saison 2010-2011 et un match comptant pour la 1re journée de championnat opposant le Toulouse FC au Stade brestois 29 le 7 août 2010.
Le 14 décembre 2011, il sert de cinquième arbitre à l'arbitre français Saïd Ennjimi en Ligue Europa lors d'une rencontre entre le FC Steaua Bucarest et l'AEK Larnaca. 
Fin 2012, il est promu arbitre international par l'UEFA.
En 2008, alors arbitre de Ligue 2, il avait été impliqué dans une affaire de piratage de la base informatique contentant des informations protégées relatives à la notation des arbitres. Il n'a pas été poursuivi, même si les faits étaient avérés et malgré la saisie du CNOSF par certains arbitres, qui demandaient alors des sanctions à son encontre.
En janvier 2020, il perd son titre d'arbitre international au profit de l'arbitre Willy Delajod.

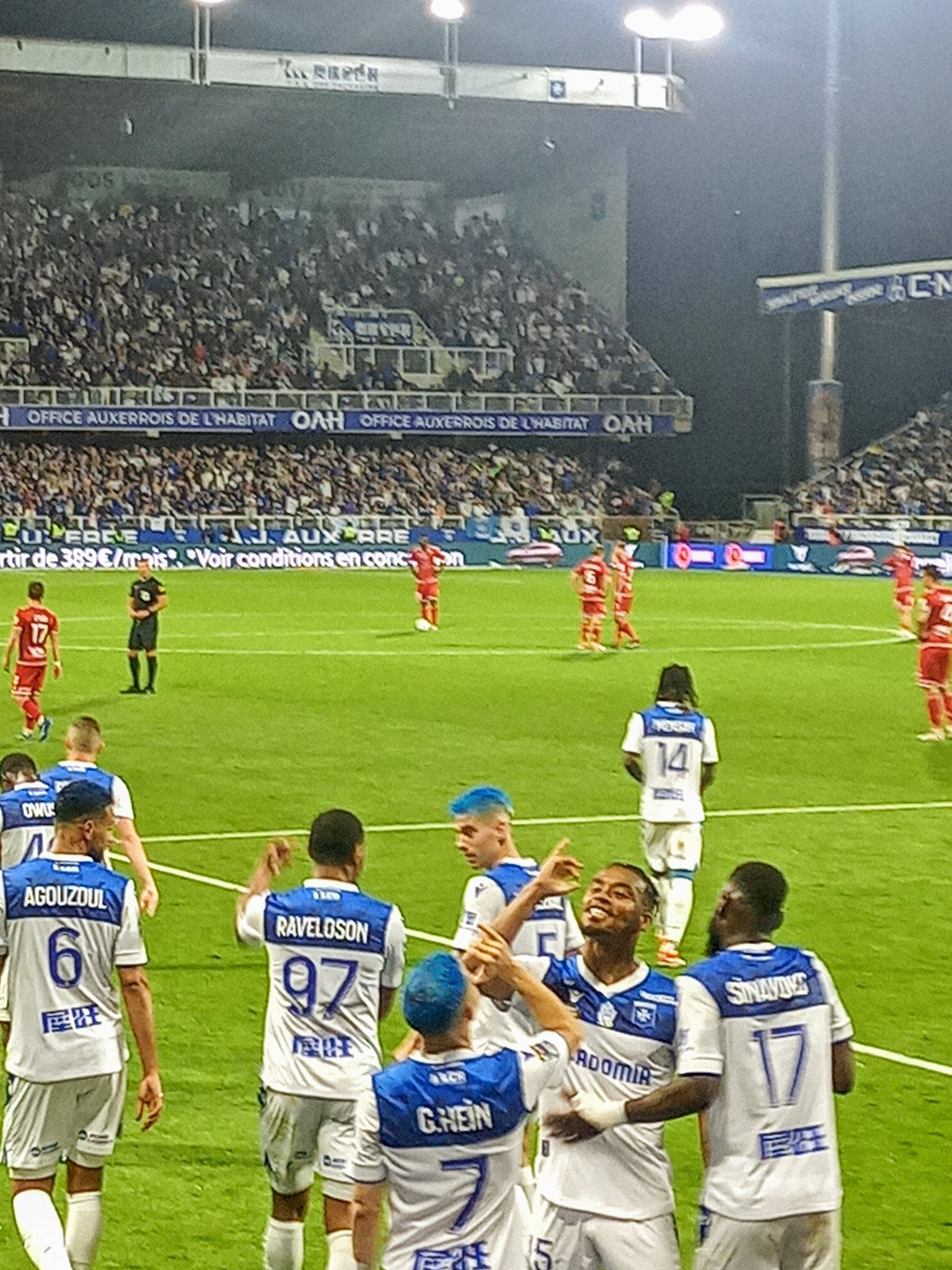
Nicolas Rainville le 17 mai 2024 lors du dernier match de la saison de Ligue 2 à Auxerre.

En 2020, il est candidat aux élections municipales à Nîmes sur la liste conduite par le maire sortant Jean-Paul Fournier. L'année suivante, il remplace Laurent Boissier comme adjoint délégué aux Sports.

## Compétitions arbitrées
| Saison    | Compétitions      | Nbre de matchs | Cartons jaunes | Cartons rouges |
| --------- | ----------------- | -------------- | -------------- | -------------- |
| 2006-2007 | Coupe de France   | 1              | 0              | 0              |
| 2007-2008 | Coupe de la Ligue | 1              | 4              | 1              |
| 2007-2008 | Coupe de France   | 2              | 3              | 1              |
| 2007-2008 | Ligue 2           | 16             | 73             | 10             |
| 2008-2009 | Coupe de la Ligue | 1              | 7              | 1              |
| 2008-2009 | Coupe de France   | 1              | 0              | 0              |
| 2008-2009 | Ligue 2           | 18             | 56             | 0              |
| 2009-2010 | Coupe de la Ligue | 1              | 2              | 0              |
| 2009-2010 | Ligue 2           | 15             | 58             | 2              |
| 2010-2011 | Coupe de France   | 3              | 6              | 3              |
| 2010-2011 | Ligue 1           | 12             | 43             | 1              |
| 2010-2011 | Ligue 2           | 9              | 35             | 0              |
| 2011-2012 | Coupe de France   | 2              | 8              | 3              |
| 2011-2012 | Ligue 1           | 17             | 72             | 8              |
| 2011-2012 | Ligue 2           | 4              | 13             | 2              |
| 2012-2013 | Coupe de la Ligue | 1              | 6              | 1              |
| 2012-2013 | Coupe de France   | 3              | 6              | 3              |
| 2012-2013 | Ligue 1           | 20             | 66             | 10             |
| 2012-2013 | Ligue 2           | 4              | 9              | 1              |
| 2013-2014 | Coupe de la Ligue | 1              | 6              | 0              |
| 2013-2014 | Coupe de France   | 2              | 10             | 3              |
| 2013-2014 | Ligue 1           | 16             | 64             | 5              |
| 2013-2014 | Ligue 2           | 3              | 14             | 3              |
| 2013-2014 | Ligue Europa      | 2              | 7              | 0              |
| 2014-2015 | Coupe de la Ligue | 1              | 3              | 1              |
| 2014-2015 | Coupe de France   | 1              | 4              | 1              |
| 2014-2015 | Ligue 1           | 11             | 27             | 5              |
| 2014-2015 | Ligue 2           | 2              | 4              | 0              |
| 2014-2015 | Ligue Europa      | 1              | 8              | 2              |

 Dernière modification le 09.04.2015 

## Distinctions personnelles
- Meilleur arbitre de Ligue 2 aux Trophées UNFP du football 2024[7]